# Gnophos gouini
Gnophos gouini là một loài bướm đêm trong họ Geometridae.